# Psathyrostachys kronenburgii
Psathyrostachys kronenburgii là một loài thực vật có hoa trong họ Hòa thảo. Loài này được (Hack.) Nevski miêu tả khoa học đầu tiên năm 1934.